# Pinnacles Desert
The Pinnacles Desert – pustynia położona na terenie Parku Narodowego Nambung, 245 km na północ od Perth, w Australii Zachodniej.
Pinnacle – to angielskie słowo oznaczające wierzchołek, wieżyczkę. Pinnacles Desert jest piaszczystą pustynią, na której jest mnóstwo wapiennych formacji w kształcie zbliżonym do stożków. Są to pozostałości po drzewach, które kiedyś tutaj wyrastały. Legenda Aborygenów mówi, że każdy z tych stożków to wróg plemion zamieniony przez Bogów w kamienny postument.
Informacje turystyczne: 
- Najlepszym okresem do zwiedzania jest wrzesień-październik.
- Na pustynię można wjechać samochodem. Twardo zbite piaszczyste podłoże nie sprawia trudności w poruszaniu się. Wstęp/wjazd kosztuje 17 dolarów australijskich.
- W pobliżu kilka parkingów nad samym Oceanem Indyjskim. Jak niemal wszędzie w Australii na każdym parkingu czynne i w pełni sprawne gazowe barbecue.